# Staszów Wąskotorowy
Staszów Wąskotorowy – nieczynna wąskotorowa stacja kolejowa w Staszowie, w gminie Staszów, w powiecie staszowskim, w województwie świętokrzyskim, w Polsce.

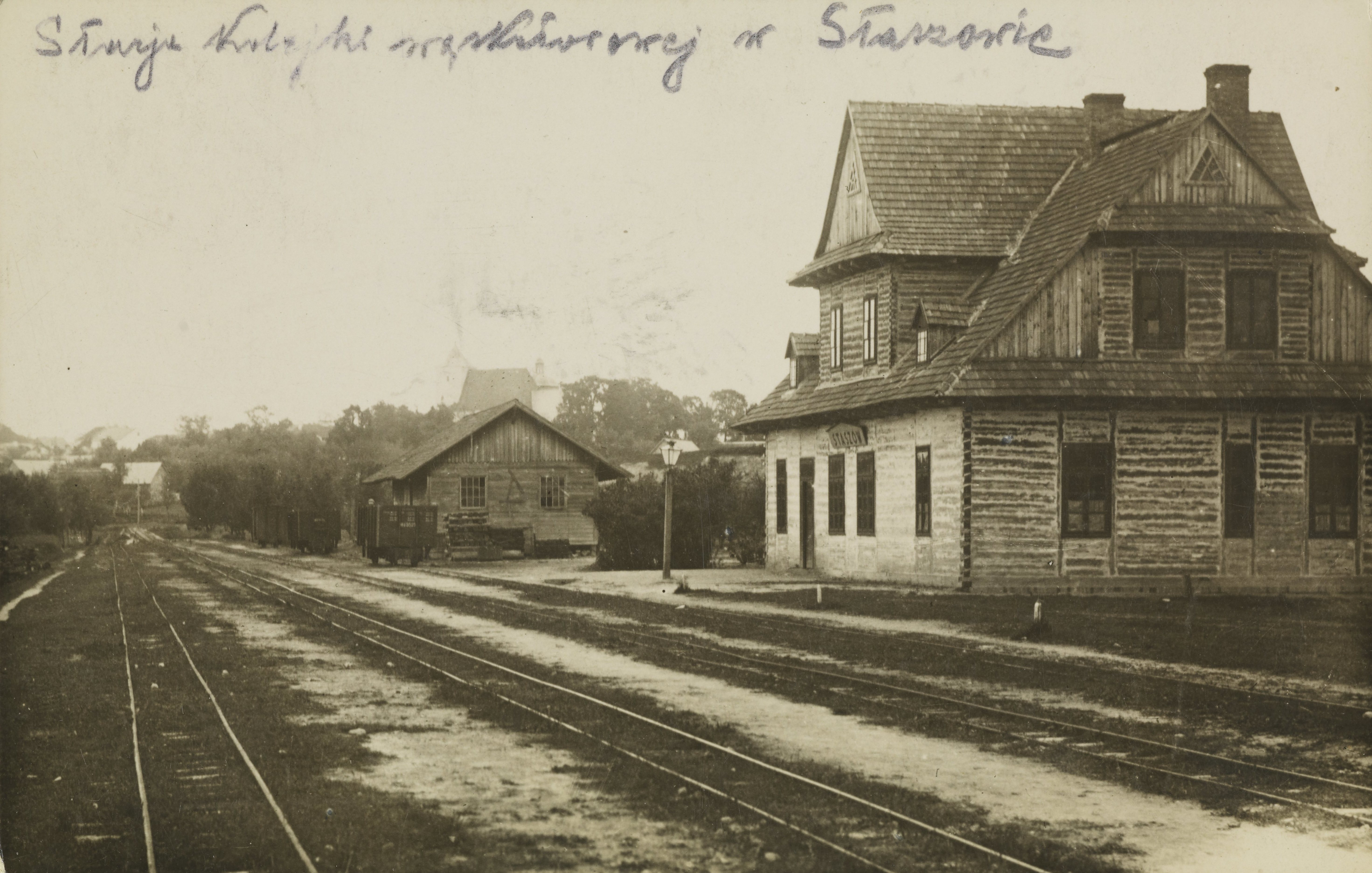
Stacja na pocztówce z około 1929 r.